# Ayça Ayşin Turan
Ayça Ayşin Turan (Sinope, 25 de octubre de 1992) es una actriz turca.

## Biografía
Su madre es de Sinope, siendo su familia materna de ascendencia turca de Salónica, (imperio Otomano, hoy en día Grecia), que emigró debido a la guerra. Su padre es también de ascendencia turca, originaria de Kastamonu.

## Carrera
Ella estudió en el departamento de Cine TV de la Universidad de Estambul. También se interesó en la actuación y el violín desde una edad temprana.

## Filmografía

### Cine
| Año  | Título            | Personaje | Nota(s)      | Canal    |
| ---- | ----------------- | --------- | ------------ | -------- |
| 2016 | Sevimli Tehlikeli | Zeliş     | Protagonista | Película |
| 2019 | Bozkır            | Lale      | Protagonista | Película |
| 2022 | Sen Inandir       | Sahra     | Protagonista | Película |

### Televisión
| Año       | Título         | Personaje          | Nota(s)           | Canal   |
| --------- | -------------- | ------------------ | ----------------- | ------- |
| 2011-2012 | Dinle Sevgili  | Gülfem Ayoğlu      | Elenco principal  | FOX     |
| 2013-2016 | Rosa negra     | Ada Şamverdi       | Elenco principal  | FOX     |
| 2016      | Altınsoylar    | Burcu Kapan        | Protagonista      | Kanal D |
| 2017-2018 | Meryem         | Meryem Akça Sargun | Protagonista      | Kanal D |
| 2018-2019 | The Protector  | Leyla Sancak       | Protagonista      | Netflix |
| 2019      | Tek Yürek      | Nilüfer Hatun      | Protagonista      | TRT 1   |
| 2020      | Zemheri        | Firuze Pınar       | Protagonista      | Show TV |
| 2020-2021 | Arıza          | Halide Gürkan      | Protagonista      | Show TV |
| 2020      | Menajerimi Ara | Kendisi            | Estrella invitada | Star TV |
| 2021      | Ada Masalı     | Haziran Sedefli    | Protagonista      | Star TV |